# Communauté de communes de la Moyenne Moselle
La Communauté de communes de la Moyenne Moselle (CCMM) est une ancienne communauté de communes française, située dans le département des Vosges et la région Grand Est.

## Histoire

### District de la Moyenne Moselle
Le 4 février 1966, les élus de la région de Charmes se regroupent au sein d'une structure unique dans les Vosges : le « District de la Moyenne Moselle ». Composée de 16 communes, elle est destinée à :
- Assurer le développement économique
- Développer l’habitat
- Traiter les problèmes environnementaux (innovant pour l’époque !)
- Œuvrer en matière de voirie
- Crée des réseaux d’eau potable

Le 3 novembre 1973, les communes de Frizon, Nomexy, Girmont-Thaon et Thaon-les-Vosges quittent le district.
Le 1er janvier 1993, les communes de Badménil-aux-Bois et de Rehaincourt intègrent le district.
Le 1er janvier 1997, Damas-aux-Bois adhère au district.
Le 1er janvier 1998, Savigny rejoint le district.

### Communauté de communes de la Moyenne Moselle
Le 1er janvier 2000, à la suite de la loi Chevènement, le District de la Moyenne Moselle se transforme en « Communauté de communes de la Moyenne Moselle ». Au-delà d’un changement de nom, c’est également un changement total d’objectifs puisque le regroupement fonctionnel devient une véritable communauté de projet.
Le 1er janvier 2002, Haillainville rejoint la communauté de communes.
Le 1er janvier 2006, les 4 communes d'Avillers, Hadigny-les-Verrières, Hergugney et Igney adhèrent à la CCMM.
Le 8 juin 2007, Gircourt-lès-Viéville intègre la communauté.
Le 14 novembre 2008, la commune de Marainville-sur-Madon rejoint la structure.
Le 19 février 2009, Xaronval adhère à la CCMM.
Le 25 juin 2009, Bettoncourt intègre la communauté de communes, portant celle-ci à 25 communes.
Le 1er janvier 2013, à la suite de la réforme territoriale, le périmètre de la Communauté de Communes de la Moyenne Moselle se trouve modifié. Les 8 communes de Badménil-aux-Bois, Bayecourt, Châtel-sur-Moselle, Domèvre-sur-Durbion, Igney, Pallegney, Vaxoncourt et Zincourt quittent la CCMM pour la Communauté d'agglomération d'Épinal. Les 14 communes isolées d'Avrainville, Battexey, Bouxurulles, Chamagne, Essegney, Évaux-et-Ménil, Florémont, Langley, Pont-sur-Madon, Rapey, Socourt, Varmonzey, Vincey et Vomécourt-sur-Madon, du canton de Charmes, rejoignent la CCMM. Les 26 communes du canton font désormais partie de la même structure intercommunale.
La communauté de communes est dissoute le 31 décembre 2016 : Avillers, Avrainville, Battexey, Bettoncourt, Bouxurulles, Évaux-et-Ménil, Gircourt-lès-Viéville, Hergugney, Marainville-sur-Madon, Pont-sur-Madon, Rapey, Savigny, Varmonzey, Vomécourt-sur-Madon et Xaronval rejoignent la communauté de communes de Mirecourt Dompaire alors que les seize autres communes intègrent la communauté d'agglomération d'Épinal.

## Composition
La Communauté de communes de la Moyenne Moselle était composée de 31 communes :
| Nom                   | Code Insee | Gentilé         | Superficie (km2) | Population (dernière pop. légale) | Densité (hab./km2) |
| --------------------- | ---------- | --------------- | ---------------- | --------------------------------- | ------------------ |
| Charmes (siège)       | 88090      | Carpiniens      | 23,49            | 4 683 (2014)                      | 199                |
| Avillers              | 88023      |                 | 6,92             | 87 (2014)                         | 13                 |
| Avrainville           | 88024      | Avrainvillois   | 4,57             | 104 (2014)                        | 23                 |
| Battexey              | 88038      |                 | 2,72             | 34 (2014)                         | 13                 |
| Bettoncourt           | 88056      | Bettoncourtiens | 3,18             | 84 (2014)                         | 26                 |
| Bouxurulles           | 88070      | Bouxurullois    | 6,70             | 162 (2014)                        | 24                 |
| Brantigny             | 88073      | Brantignots     | 3,01             | 205 (2014)                        | 68                 |
| Chamagne              | 88084      | Chamagnons      | 15,29            | 455 (2014)                        | 30                 |
| Damas-aux-Bois        | 88121      |                 | 29,46            | 268 (2014)                        | 9,1                |
| Essegney              | 88163      | Essegoniens     | 8,41             | 759 (2014)                        | 90                 |
| Évaux-et-Ménil        | 88166      | Valménilois     | 5,00             | 353 (2014)                        | 71                 |
| Florémont             | 88173      | Florémonts      | 8,09             | 443 (2014)                        | 55                 |
| Gircourt-lès-Viéville | 88202      |                 | 8,44             | 177 (2014)                        | 21                 |
| Hadigny-les-Verrières | 88224      |                 | 13,74            | 393 (2014)                        | 29                 |
| Haillainville         | 88228      | Haillainvillois | 12,26            | 171 (2014)                        | 14                 |
| Hergugney             | 88239      |                 | 5,46             | 142 (2014)                        | 26                 |
| Langley               | 88260      |                 | 2,73             | 164 (2014)                        | 60                 |
| Marainville-sur-Madon | 88286      |                 | 4,88             | 93 (2014)                         | 19                 |
| Moriville             | 88313      | Morivillois     | 25,05            | 427 (2014)                        | 17                 |
| Pont-sur-Madon        | 88354      |                 | 3,42             | 165 (2014)                        | 48                 |
| Portieux              | 88355      | Portessiens     | 7,90             | 1 251 (2014)                      | 158                |
| Rapey                 | 88374      |                 | 3,03             | 23 (2014)                         | 7,6                |
| Rehaincourt           | 88379      | Rehaincourtois  | 15,22            | 339 (2014)                        | 22                 |
| Rugney                | 88406      |                 | 5,73             | 123 (2014)                        | 21                 |
| Savigny               | 88449      |                 | 6,17             | 196 (2014)                        | 32                 |
| Socourt               | 88458      |                 | 3,85             | 273 (2014)                        | 71                 |
| Ubexy                 | 88480      | Ubecéens        | 5,01             | 172 (2014)                        | 34                 |
| Varmonzey             | 88493      | Varmonzeyeilles | 2,57             | 33 (2014)                         | 13                 |
| Vincey                | 88513      | Vincéens        | 12,81            | 2 224 (2014)                      | 174                |
| Vomécourt-sur-Madon   | 88522      |                 | 3,53             | 66 (2014)                         | 19                 |
| Xaronval              | 88529      | Xaronvaux       | 5,25             | 103 (2014)                        | 20                 |

## Compétences

### Compétences obligatoires
- Actions de développement économique : Création, extension et aménagement de zones d’activités économiques d’une surface supérieure à 10 000 m2.
- Aménagement de l’espace : Création et aménagement de lotissements d’habitation. Toutes les opérations liées à l’amélioration de l’habitat (opération ravalement de façades, opération programmée d’amélioration de l’habitat).

### Compétences optionnelles
- Création, aménagement et entretien de la voirie d’intérêt communautaire.
- Protection et mise en valeur de l’environnement: Collecte, valorisation et élimination des déchets des ménages et des déchets assimilés. Assainissement collectif.

## Les actions

### Développement économique
Trois zones d'activités regroupent neuf entreprises employant 1 000 salariés.
- Zone industrielle route de Chamagne
- Zone artisanale plaine de Socourt
- Zone industrielle plaine de Socourt

### Collecte et élimination des déchets ménagers
- Collecte et traitement des déchets ménagers
- Déchèterie de Charmes
- Déchèterie d’Igney
- Opération de promotion du compostage individuel
- Collecte des objets encombrants

## Administration
Le Conseil communautaire est composé de 41 délégués, dont 5 vice-présidents.
| Période                                  | Période          | Identité          | Étiquette | Qualité                         |
| ---------------------------------------- | ---------------- | ----------------- | --------- | ------------------------------- |
| Les données manquantes sont à compléter. |                  |                   |           |                                 |
|                                          | 17 avril 2014    | Philippe Aussedat |           | Maire de Portieux (depuis 2001) |
| 17 avril 2014                            | 31 décembre 2016 | Robert Colin      | UDI       | Maire de Charmes (depuis 2014)  |